# Paralinhomoeus fuscacephalus
Paralinhomoeus fuscacephalus är en rundmaskart som först beskrevs av Nathan Augustus Cobb 1920.  Paralinhomoeus fuscacephalus ingår i släktet Paralinhomoeus och familjen Linhomoeidae. Inga underarter finns listade i Catalogue of Life.